# Sint-Gertrudiskerk (Etterbeek)

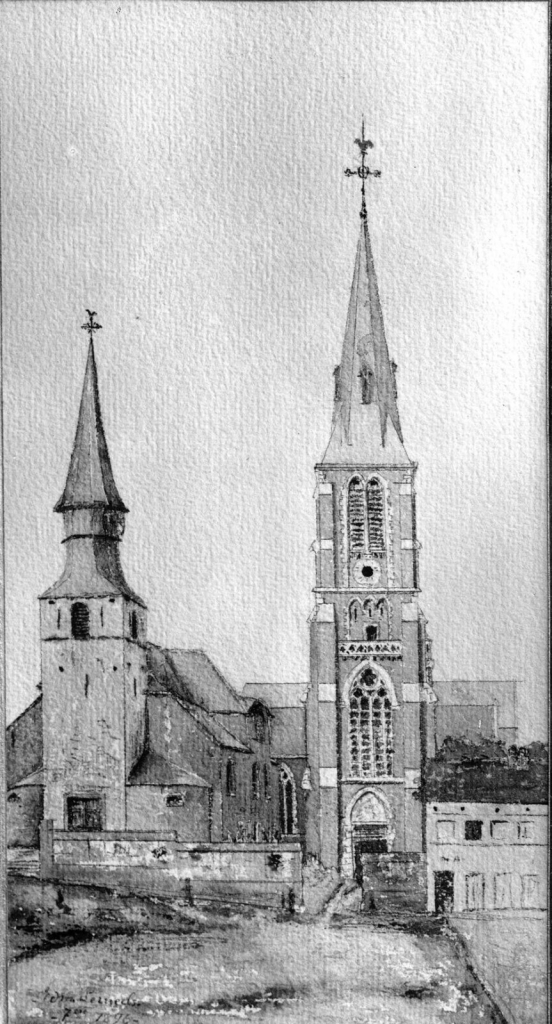
Beeld van de nieuwe kerk die naast de oude verrijst (1896)

De Sint-Gertrudiskerk (Frans: Église Sainte-Gertrude) was een rooms-katholiek kerkgebouw in de Belgische gemeente Etterbeek in het Brussels Hoofdstedelijk Gewest, gelegen aan het Van Meyelplein.

## Geschiedenis
Een legende spreekt van een kapel die in de 7e eeuw door Gertrudis van Nijvel zou zijn gesticht. In het jaar 966 werd deze kapel in een oorkonde vermeld. Omstreeks 1127 werd een nieuwe kerk gebouwd.
Ook in de 17e eeuw werd er een nieuwe kerk gebouwd, nadat in 1580 de beeldenstormers verwoestingen in de kerk hadden aangericht. In 1778 werd deze vervangen, en, nadat in 1885 een neogotische kerk achter de oude kerk was gebouwd, werd ook de 18e-eeuwse kerk gesloopt, en het omliggende kerkhof ontruimd, om plaats te maken voor de aanleg van het Van Meyelplein, die in 1887 geschiedde.
De neogotische basilicale kerk werd ontworpen door Gustave Hansotte en werd gebouwd in rode baksteen. De hoge ingesnoerde naaldspits van de hoge, slanke toren werd in 1972 vernield door een storm. In 1993 werden scheuren in de torenmuren waargenomen, waarop de kerk korte tijd later werd gesloopt. De klokken uit deze kerk werden als een soort monument op het plein tentoongesteld.
In 2014 werd bekend dat op het Van Meyelplein een nieuwe kerk zou worden gebouwd. De architectuurwedstrijd werd in 2017 gewonnen door Geert De Groote en Johannes Kuehn-Malvezzi, waarna een bouwvergunning werd afgeleverd. In 2023 zag het bisdom Mechelen-Brussel echter af van het project, wegens de te hoog opgelopen geraamde bouwkosten.